# Художественный музей (Турку)
Худо́жественный музе́й Ту́рку (фин. Turun taidemuseo, швед. Åbo konstmuseum) — один из самых значительных в Финляндии художественных музеев, находящийся в Турку, на холме Пуолаланмяки (Ауракату, 26).

## История

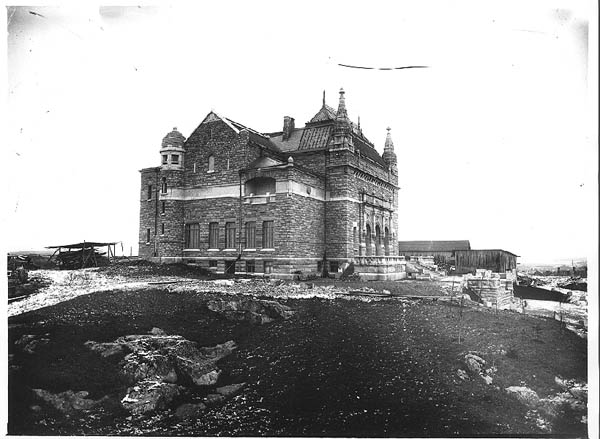

Здание музея в стиле национального романтизма было построено архитектором Карлом Густавом Нюстрёмом. Основа художественного собрания была заложена Художественным обществом Турку, организованным в 1891 году Густавом Сигнеусом (1851—1907), лектором, журналистом и первым председателем общества. Деятельности общества способствовало то, что Сигнеус был заместителем главы муниципального совета Турку. Собрание картин было сформировано весной 1904 года и передано городу 30 апреля. На следующий день состоялось торжественное открытие экспозиции в новом здании музея. В каталог было внесено 479 работ 137 экспонентов, отобранных Альбертом Эдельфельтом и Ээро Ярнефельтом. За пять недель в новой галерее побывало 8 тыс. посетителей (население города в то время — ок. 42 тыс. человек).
Благодаря новому зданию расширилась выставочная деятельность Художественного общества: в дополнение к постоянной экспозиции в здании в период 1904—1914 проходило по 3-5 выставок в которых участвовали почти все известные художники Финляндии. В 1909 году прошла выставка датского искусства, а в 1912 году — произведений шведа Карла Ларссона. В 1909 году в Хельсинки экспонировались работы Эдварда Мунка, и музей купил литографию его автопортрета.
В 1912 году в галерее появилось электрическое освещение, которое оплатили братья-меценаты Эрнест и Магнус Дальстрёмы. Благодаря им собрание музея пополнилось ценным собранием живописи. Новая галерея стала также местом размещения художественной школы, занявшей четверть помещений на первом этаже.
В 1919 году скончался первый хранитель галереи Виктор Вестерхольм, и временным хранителем был назначен Рагнар Унгерн, преподаватель художественной школы. Он исполнял это должность до 1929 года, когда постоянным хранителем коллекции стал Аксель Хаартман, много сделавший для поддержания традиций городской художественной жизни. За время его пребывания в галерее собрание музея выросло втрое, и нехватка выставочного пространства стала ощущаться очень остро. Часть постоянной экспозиции была демонтирована и заменена временными выставками. В этой связи в 1933 году художественная школа покинула помещения музея.
В 1970 году музей пополнился крупным частным собранием из коллекции Нильса Далстрёма, включавшем несколько ценных полотен Альберта Эдельфельта, Акселя Галлен-Каллелы и Хелены Шерфбек.

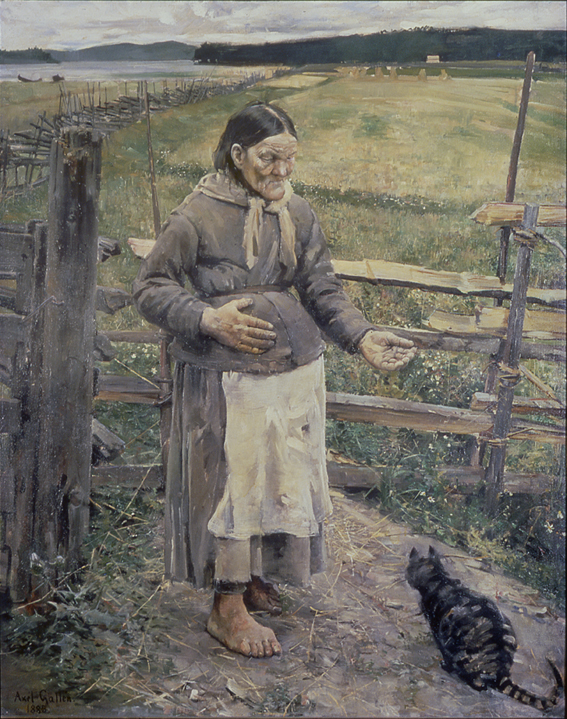
Худ. А. Галлен-Каллела «Старуха и кошка» (фин. Akka ja kissa)
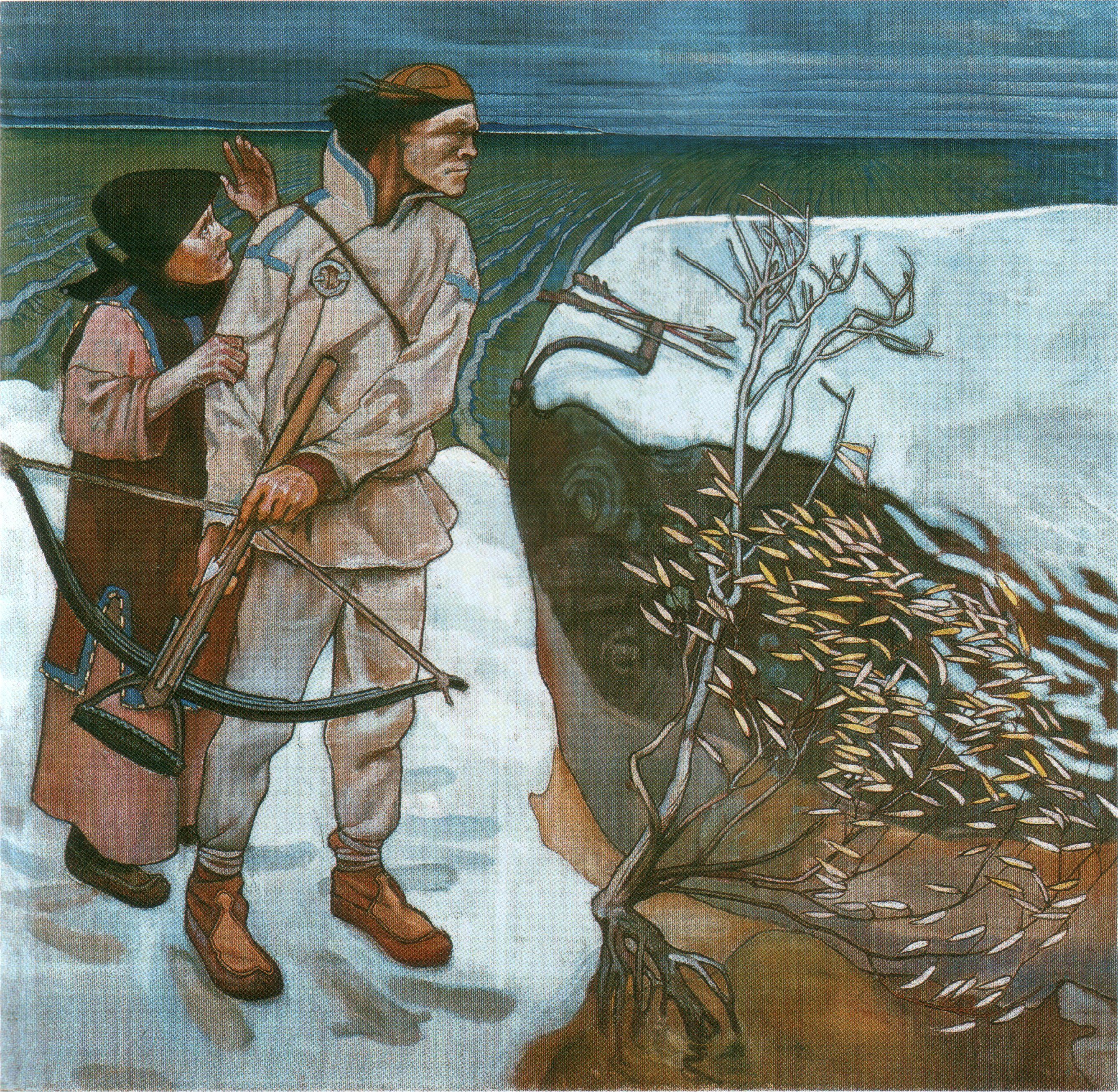
Худ. А. Галлен-Каллела «Месть Йоукахайнена» (фин. Joukahaisen kosto)
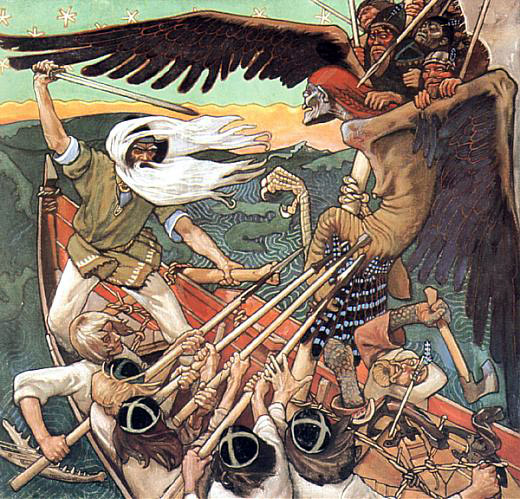
Худ. А. Галлен-Каллела «Борьба за Сампо» (фин. Sammon puolustus)
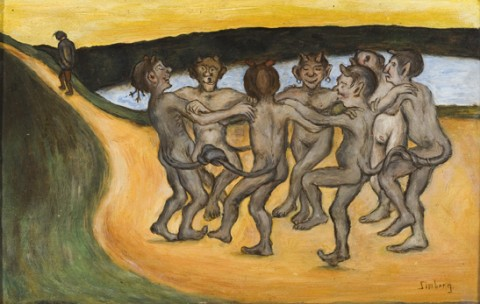
Худ. Хуго Симберг «Хоровод» (фин. Piiritanssi, 1898)

С 1971 года в музее выставлены скульптуры Юсси Мянтюнена, его дар городу, а в 1976 году издан каталог этой коллекции. В 1958—1965 годах галерея подвергалась первой серьёзной реставрации под руководством архитектора Карла Санделина при этом вестибюль и лестница остались без изменений, равно как деревянные панели и орнаментальные украшения — образцы архитектуры модерна. Основанное в 1924 году Объединение художников Турку ныне ответственно за показ работ, отобранных специальным жюри. Если ежегодные выставки Художественного общества, проводившиеся с 1891 года и не прекращавшиеся даже в военное время, имели тематическую направленность или были посвящены творчеству отдельного художника, то ныне характер временных экспозиций изменился.
Юбилейная выставка 1961 года, приуроченная к 70-летию Художественного общества была посвящена Вяйнё Аалтонену и послужила основой для создания в 1967 году Музея Вяйнё Аалтонена.
В 1981 году Художественный музей Турку получил статус регионального, а завершившаяся в 2009 году капитальная реставрация и строительство подземного хранилища решили проблему нехватки площадей.